# República Autónoma Socialista Soviética de Kirguistán (1920-1925)
La República Autónoma Socialista Soviética de Kirguistán (ruso: Киргизская Автономная Социалистическая Советская Республика) fue una RASS formanda con los territorios del antiguo Kanato kazajo, e incluía a kazajos y kirguisos. Proclamada el 16 de julio de 1920, tuvo como capital Oremburgo. Fue sustituida por la RASS de Kazajistán el 19 de abril de 1925, aunque al año siguiente se le desprendió una nueva RASS de Kirguistán.